# Dvořáčkův park

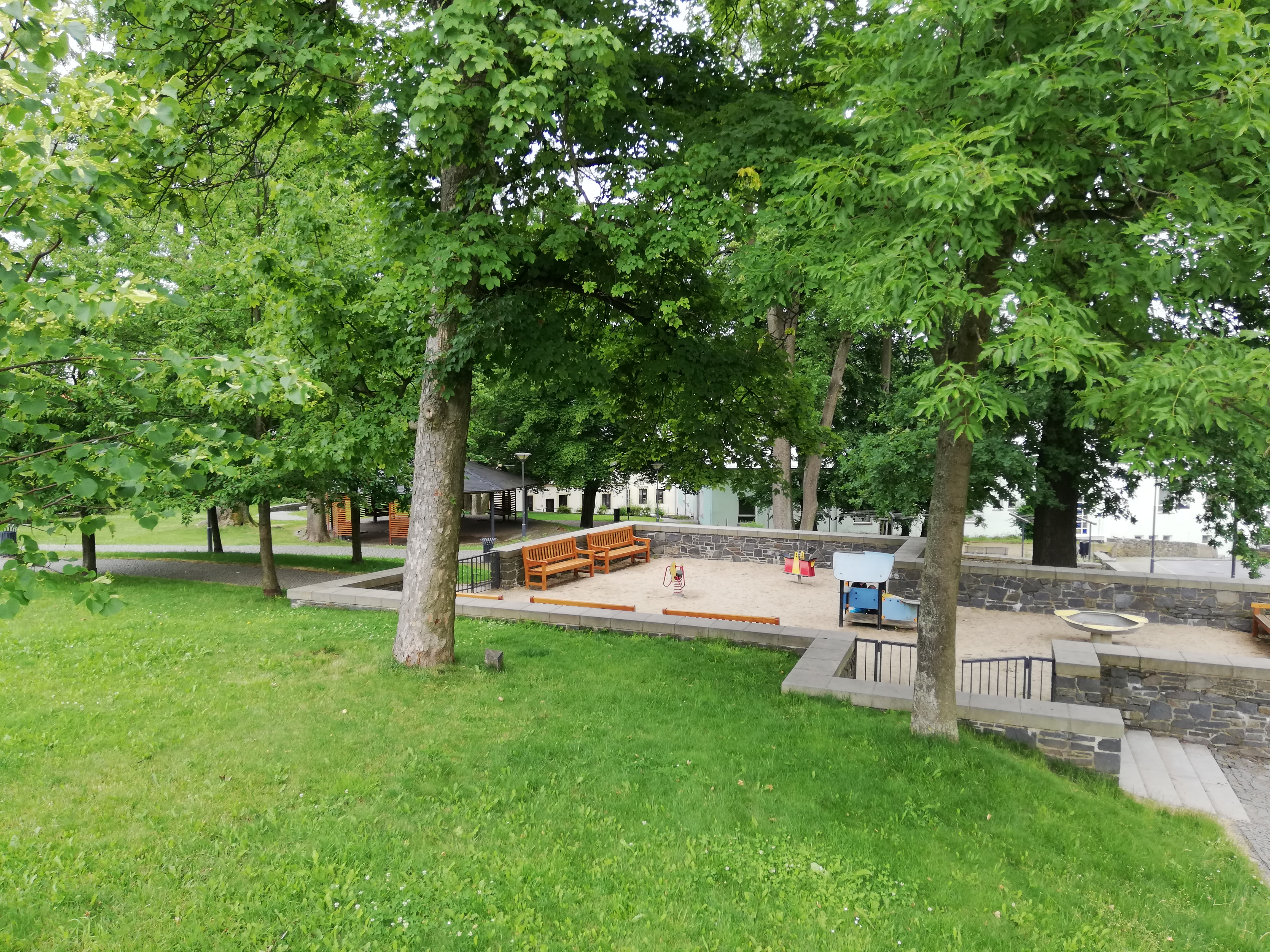
Dětské hřiště, v pozadí dřevěný altán

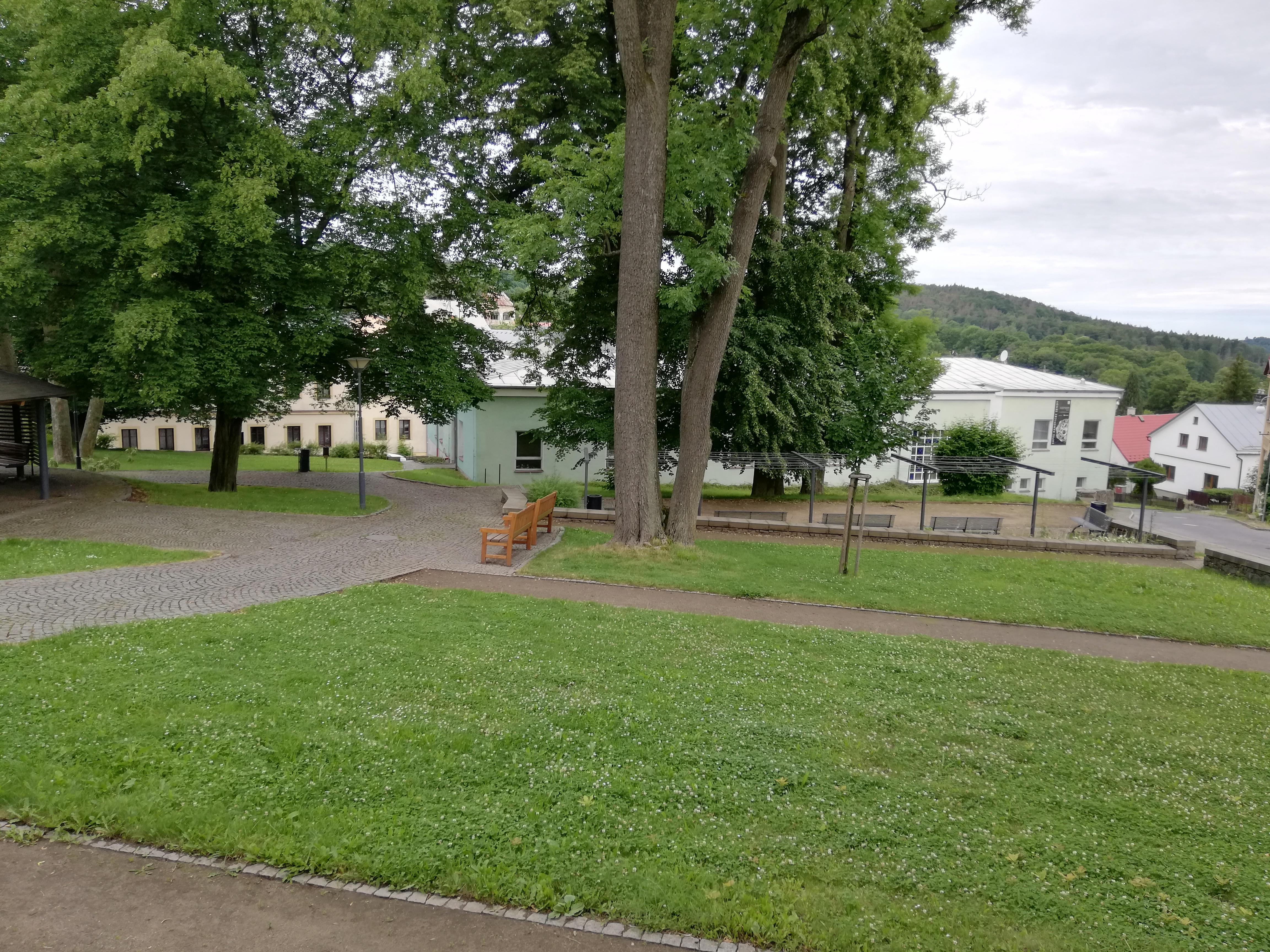
Hřiště na pétanque v dolní části parku

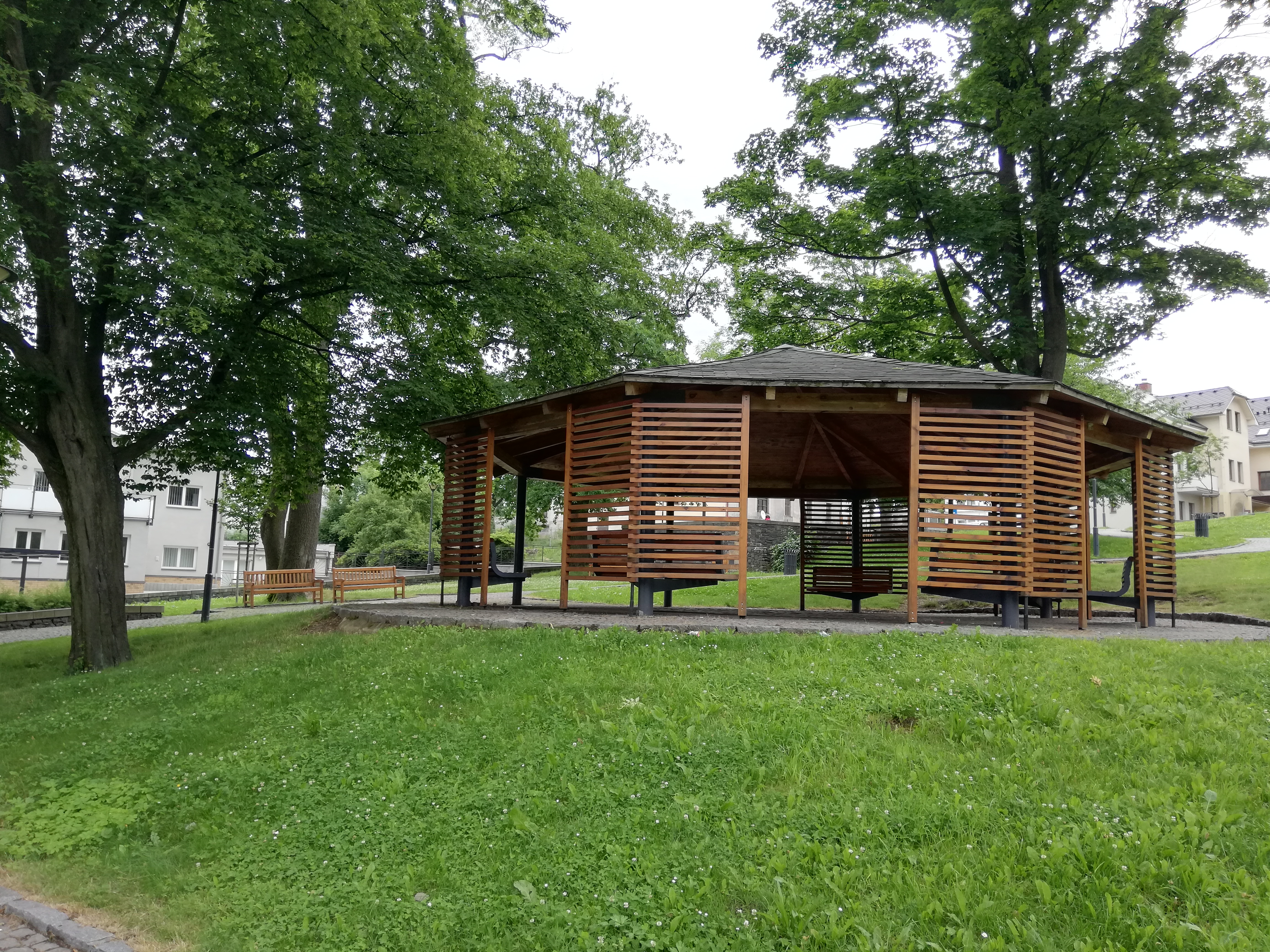
Detailní pohled na centrální dřevěný altán

Dvořáčkův park o rozloze 0,86 ha se nachází ve svažitém terénu v nadmořské výšce kolem 485 m v centrální části Kamenického Šenova mezi náměstím T. G. Masaryka, domem s pečovatelskou službou (nám. T. G. Masaryka č.p. 1009) a šenovskou sklářskou školou. Park je na své severní straně ohraničen ulicí Horská a jeho západní hranici definuje Havlíčkova ulice. Na jihu končí na úrovni dvorků dvou domů nacházejících se severně od ulice Harryho Palmeho (domy na adresách: Havlíčkova č.p. 566; nám. T. G. Masaryka č.p. 51). Na východě park začíná vstupem z šenovského náměstí T. G. Masaryka. Dvořáčkův park je celoročně přístupný široké veřejnosti.

## Podrobněji

### Historie do roku 2006
Základy parku vznikly už po druhé světové válce v místech, kde se nacházela původní rodinná výstavba. V období po druhé světové válce se o park nějakou dobu starali studenti Střední uměleckoprůmyslové školy sklářské v Kamenickém Šenově. Brzy ale péče o park ustala a prostor začal chátrat až park časem zcela zanikl.

### Projekt revitalizace (2006)
Zpustlou plochu nevzhledné džungle se rozhodlo město Kamenický Šenov upravit jako veřejné prostranství. Cílem tehdejšího vedení města bylo zároveň oživit střed města a také vytvořit prostor pro setkávání všech generací jeho obyvatel.
V roce 2006 byl zahájen výběr projektu, který se stal zároveň prvním (pilotním) projektem z programu Parky. Tento projekt byl také i prvním projektem podporovaným Nadací Proměny Karla Komárka. V rámci projektu, jehož autorkou je Ing. arch. Magdalena Dandová, získal park novou podobu. V rámci projektu veřejnost rozhodla i o budoucím jménu parku, které připomíná jednoho z významných pedagogů – Jana Dvořáčka (1825–1898), jenž v minulosti působili v Kamenickém Šenově.

### Práce na realizaci (2006 až 2009)
Projekt byl realizován v letech 2006 až 2009 a vyžádal si náklady v celkové výši 22 milionů korun. Projektantem revitalizace parku byl architektonický Atelier AND, s.r.o. a dodavatelem firma Gardenline, s.r.o.

### Výsledek revitalizace
Dvořáčkův park byl předán do užívání veřejnosti v roce 2009 poté, co obnovou prošla jeho zeleň i vybavení. Z původního porostu se podařilo zachránit většinu vzrostlých stromů.
V parku je dětské hřiště Horská s několika herními prvky určené pro nejmenší děti, které je chráněno zbytky obnovené (původně se zde nacházející) staré zdi. Níže pod ním je hřiště na turnaje v pétanque, určené hlavně pro seniory. V prostoru Dvořáčkova parku byla instalována i řada kamenných stolků s šachovnicí a s posezením kolem nich. Na přání místních obyvatel zakomponovala architektka do parku i osamělou (solitérní) „líbací lavičku“. Geografickému centru parku vévodí otevřený dřevěný altán Havlíčkova. Ten byl primárně plánován jako prostor pro konání komorních koncertů, malých rodinných oslav, individuálního posezení či podobných drobnějších společenských akcí. Několik vyvýšených záhonů umožňuje aktivnějším klientům s parkem bezprostředně sousedícího domova pro seniory možnost zahradničení. Pro ty ostatní byl alespoň navržen a realizován (ze zadní části domu) přímý přístup do parku, který tak zároveň plní funkci zahrady domova seniorů.
Dvořáčkův park doplňují drobné originální výtvarné prvky, které ve spolupráci s Nadací Proměny navrhl grafik Jiří Pros a z kovu a kamene je zhotovili Martin Janda a Michael Stránský. Park je přístupný cestičkami z mnoha stran, z Havlíčkovy ulice je strmý terén parku překonáván dvojicí vstupních schodišť. Před jedním ze vstupů do parku je informační tabule připomínající místní historii této lokality.